# Oleksievo-Droujkivka
Oleksievo-Droujkivka (en russe : Алексеево-Дружковка ; en ukrainien : Олексієво-Дружківка) est une commune urbaine d'Ukraine et dépend de l'oblast de Donetsk et du raïon de Kramatorsk. Elle est située dans la partie nord de cet oblast.

## Géographie
La commune urbaine de Oleksievo-Droujkivka se trouve entre les villes de Kostiantynivka au sud, et Droujkivka au nord, au bord de la rivière Krivyï Torets, sous-affluent de la rivière Donets, appartenant au bassin versant du fleuve Don. La commune est traversée par une route majeure, H20, d'axe nord-sud, et qui remonte vers les villes de Kramatorsk et Sloviansk.